# Беги, толстяк, беги
«Беги, толстяк, беги» (англ. Run Fatboy Run) — британская комедия, снятая режиссёром Дэвидом Швиммером по сценарию Майкла Яна Блэка и Саймона Пегга. В главных ролях: Саймон Пегг, Дилан Моран, Тэнди Ньютон, Хариш Патель, Индия де Бьюфорт и Хэнк Азариа. Фильм был выпущен в Великобритании 7 сентября 2007, в Канаде 10 сентября 2007 и в США 28 марта 2008.

## Сюжет
Дэннис Дойл (Саймон Пегг) собирается жениться на Либби (Тэнди Ньютон), своей беременной невесте. Однако перед самым началом свадьбы он пугается предстоящей ответственности и убегает. Проходит пять лет. Ничего не добившийся в жизни Дэннис работает охранником в магазине нижнего белья и снимает небольшую квартирку в подвале у индуса. Никакого просвета в жизни. Но когда Дэннис узнает, что Либби, с которой он все ещё поддерживает дружеские отношения (несмотря на его бегство со свадьбы, когда она была беременна), начала встречаться с Уитом (Хэнк Азариа), успешным и харизматичным бизнесменом, он решает: сейчас или никогда. Он узнает, что Уит собирается бежать на благотворительном марафоне Nike River Marathon в Лондоне и, чтобы показать себя перед знакомыми и, что самое главное, Либби и сыном, он решает сам принять участие в марафоне. Он получает неожиданную поддержку и помощь со стороны своего друга Гордона (Дилан Моран), кузена Либби, поставившего на Дойла в марафоне крупную сумму денег, и мистера Гошташтидар (Хариш Патель), его домовладельца, который использует весьма нетрадиционные методы тренировки.
Тренировки проходят успешно. Но за несколько дней до марафона, на вечеринке, Уит делает Либби предложение, на которое она отвечает согласием. Рассерженный и огорченный Дойл покидает вечеринку, считая, что смысла бежать на марафоне больше нет. В это время Джейк, пятилетний сын Дэнниса, влюбившийся в одну девочку из своего класса, огорченный убегает из дома, узнав, что той девочке нравится другой. Узнав об этом от испуганной Либби, Дэннис бежит за сыном и находит его в парке, где у них завязывается серьёзный разговор, в котором Дэннис объясняет, что в его жизни будет много вещей, которые ему не понравятся, но от которых он не должен убегать, так как так он ничего не изменит. Осознав в этом свою собственную ошибку, Дэннис решает все же принять участие в марафоне.
На старте Дэннис встречает Уита, который информирует его, что собирается переехать вместе с Либби и Джейком в Чикаго, Иллинойс. Рассерженный Дэннис оскорбляет его, и каждый пытается перегнать друг друга, в процессе отрываясь от группы других бегунов, и даже опережая профессионалов. Внезапно Уит делает Дэннису подножку и тот сильно повреждает ногу. Пока медики готовятся увезти Дэнниса, Уит продолжает бег, но тоже в скором времени отправляется в больницу из-за сильной боли в ноге. Увидевшая все по телевизору Либби отправляется в госпиталь на поиски Дэнниса, но находит только Уита, который заявляет, что это Дэннис специально сделал ему подножку. Однако врач сообщает ему, что растяжения нет, и он просто выбился из сил.
В это время Дэннис, отказавшийся от медицинской помощи, продолжает марафон на поврежденной ноге, с увеличивающейся группой зрителей, включающей Гордона и мистера Гошташтидара. В одно мгновение он почти сдается, но после непродолжительной внутренней борьбы, продолжает бег. Позже в доме Уита, Либби и Джейк просматривают запись начала марафона, на котором становится ясно, что это именно Уит сделал подножку. Смущенный Уит пытается оправдаться и невольно проговаривается о своем намерении переехать с ними в Чикаго. Рассерженная Либби отдает ему обручальное кольцо со словами «никто не совершенен» и уходит с Джейком, который говорит только: «Что за придурок!». Оба отправляются на финишную черту, чтобы встретить Дэнниса.
Несколько недель спустя. Дэннис, ставший местным героем, отправляется к дому Либби, чтобы забрать Джейка. Он хочет ей что-то сказать, но Джейк его прерывает. Однако, когда она закрывает дверь, он стучится ещё раз и приглашает её на свидание.
После завершения титров виден Гордон на своей новой яхте (купленной на деньги от ставки на Дэнниса), рассказывающий двум привлекательным, одетым в купальники девушкам эту историю. Как только он приглашает их к себе выпить, камера опускается, и становится видно, что на нём нет штанов и трусов.

## В ролях
| Актёр             | Роль                               |
| ----------------- | ---------------------------------- |
| Саймон Пегг       | Дэннис Дойл                        |
| Тэнди Ньютон      | Либби О’Делл                       |
| Хэнк Азариа       | Уит                                |
| Дилан Моран       | Гордон                             |
| Хариш Патель      | Гошташтидар                        |
| Индия де Бефорт   | Майя Гошташтидар                   |
| Мэтью Фентон      | Джейк                              |
| Саймон Дэй        | Винсент                            |
| Крис Холлинс      | спортивный репортёр                |
| Питер Серафинович | закадровый голос                   |
| Дэннис Льюис      | Британский атлет                   |
| Дэвид Валлиэмс    | покупатель в магазине Либби        |
| Стивен Мерчант    | спортсмен                          |
| Майкл Джонсон     | спортсмен (Камео)                  |
| Билл Бэйли        | мужчина, одетый в костюм Гэндальфа |

## Рецензии

### Отзывы критиков
Фильм получил смешанные отзывы от критиков. Сайт Rotten Tomatoes опубликовал данные, сообщающие, что из 148 рецензий, 48 % критиков оценили фильм положительно. Сайт Metacritic сообщил, что фильм набрал 48 очков из 100, основанных на 27 рецензиях.

### Количество продаж
В Британии, в первую неделю фильм занял первое место по количеству продаж и оставался на высоте чартов ещё в течение месяца. В США фильм оказался менее популярным. В его первую неделю, кассовые сборы составили примерно 2,3 миллиона $. За месяц кассовые сборы в США достигли 5 946 628 $, со сборами в других государствах (без включения Великобритании) в размере 29 039 566 $. Всего за рубежом фильм собрал 34 986 194 $.